# Anoploderomorpha villigera
Anoploderomorpha villigera là một loài bọ cánh cứng trong họ Cerambycidae.